# Шарбакты (Жамбылская область)
Шарбакты (каз. Шарбақты) — село в Кордайском районе Жамбылской области Казахстана. Входит в состав Ногайбайского сельского округа. Находится примерно в 25 км к северо-востоку от районного центра, села Кордай. Код КАТО — 314849400.

## Население
В 1999 году население села составляло 361 человек (175 мужчин и 186 женщин). По данным переписи 2009 года, в селе проживал 331 человек (169 мужчин и 162 женщины).